# ميريك (شاخن)
ميريك (بالفارسية: میریک) هي مستوطنة تقع في إيران في قسم شاخن الريفي. يقدر عدد سكانها بـ 1,095 نسمة .